# Feeder

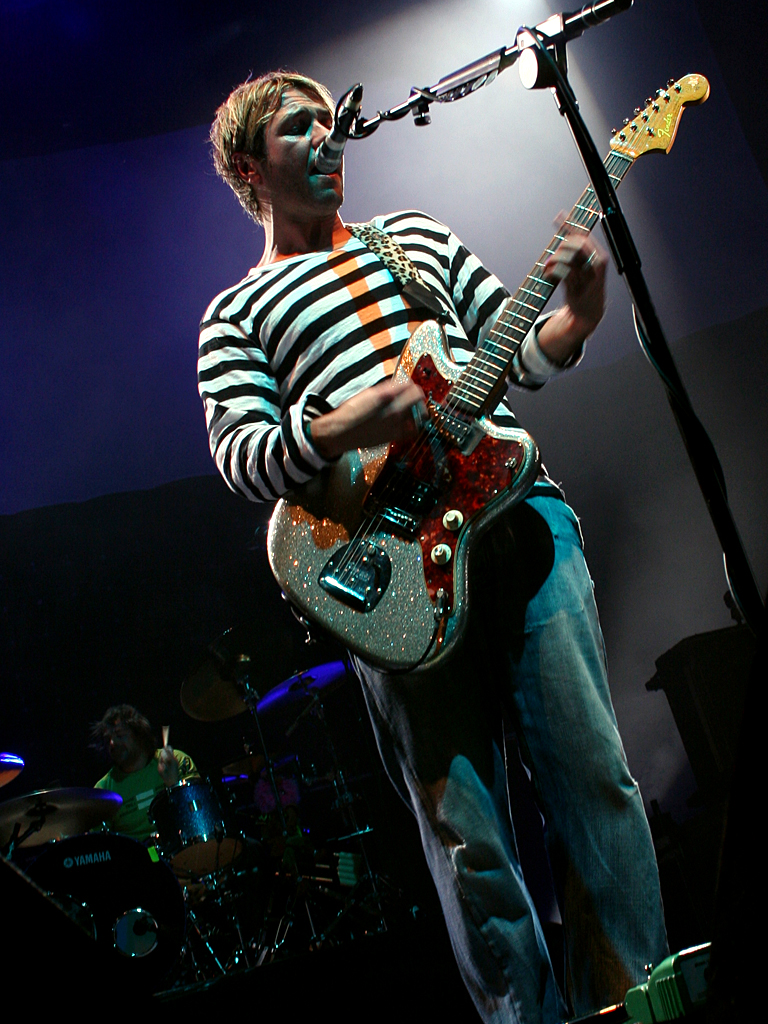
Grant Nicholas, frontfigur i trion Feeder.

Feeder är en brittisk trio som spelar olika typer av rock, bildad 1992. Walesiskfödde Grant Nicholas är gitarrist, sångare och frontfigur, japanska Taka Hirose är basist och engelske Mark Richardson är trummis. Fram till 7 januari 2002 var walesiskfödde Jon Henry Lee trummis, då han tog sitt liv.
Feeder bestod ursprungligen av Grant Nicholas, Taka Hirose och Jon Lee. Grant och Jon flyttade till London, och 1995 träffade Grant Taka på Camden Station i London och de två gick hem till Grant för en kopp te. Taka hade tidigare svarat på en annons insatt av Grant och Jon där de sökte en basist. Den 4 maj 1995 spelade Feeder för första gången på The Vines i Exeter.

## Diskografi
Album
- Polythene (1997) (nyutgåva 1999)
- Yesterday Went Too Soon (1999)
- Another Yesterday (2000)
- Echo Park (2001)
- Swim Resurfaced (2001)
- Seven Days in the Sun (2001) (samlingsalbum)
- Comfort In Sound (2002)
- Picture Of Perfect Youth (2004)
- Pushing The Senses (2005)
- Feel It Again (2005)
- The Singles (2006) (samlingsalbum)
- Picture of Perfect Youth (2007) (samlingsalbum)
- Silent Cry (2008)
- Renegades (2010)
- Generation Freakshow (2012)
- All Bright Electric (2016)
- Arrow (2017)
- Tallulah (2019)
- Torpedo (2022)

Singlar och EP
- Two Colours (1995) (EP)
- Swim (1996) (EP)
- Stereo World (oktober 1996)
- Tangerine (februari 1997)
- Cement (april 1997)
- Crash (augusti 1997)
- High (oktober 1997)
- Suffocate (februari 1998)
- Day in day out (mars 1999)
- Insomnia (maj 1999)
- Yesterday Went Too Soon (augusti 1999)
- Paperfaces (november 1999)
- Buck Rogers (januari 2001)
- Seven Days In The Sun (april 2001)
- Turn (juli 2001)
- Just A Day (december 2001)
- Come Back Around (september 2002)
- Just The Way I'm Feeling (januari 2003)
- Forget About Tomorrow (maj 2003)
- Find The Colour (september 2003)
- Comfort In Sound (december 2003)
- Tumble And Fall (januari 2005)
- Feeling A Moment (april 2005)
- Pushing The Senses (juni 2005)
- Shatter/Tender (oktober 2005)
- We Are the People (juni 2008)
- Borders (2012)
- Children Of The Sun (2012)
- Idaho (2012)
- Universe of Life (2016)
- Eskimo (2016)
- Another Day on Earth (2016)